# Nathaniel Griffith Lerotholi
Nathaniel Griffith Lerotholi (1870-1939) foi o chefe-supremo da Basutolândia entre 1913 e 1939. 
Governou o Lesoto durante o protetorado, na época, Basutolândia.  Sucedeu seu irmão Letsie II, já que o filho deste último havia morrido ainda na infância. O rei se converteu ao catolicismo em 1912, sendo o primeiro rei cristão do Lesoto, sendo os soberanos até hoje seguidores da religião. Nathaniel também foi o primeiro soberano basoto a visitar a Inglaterra em 1919. Faleceu em 1939. 

## Referência
1. ↑  Root, John William. «THE COLONIAL TRADE OF THE UNITED KINGDOM». Cambridge: Cambridge University Press: 269–311. ISBN 978-0-511-78357-9. Consultado em 13 de maio de 2021
2. ↑  Solinas, Marco (2015). «The Original Framework». London: Palgrave Macmillan UK: 15–38. ISBN 978-1-349-49585-6. Consultado em 13 de maio de 2021
3. ↑  Crais, Clifton (2010). «Eldredge, Elizabeth A.: Power in Colonial Africa. Conﬂict and Discourse in Lesotho, 1870–1960». Anthropos (2): 632–632. ISSN 0257-9774. doi:10.5771/0257-9774-2010-2-632. Consultado em 13 de maio de 2021